# Aïn Abid
Aïn Abid (em árabe: عين عبيد) é a capital do distrito homônimo, na província de Constantina, Argélia. Segundo o censo de 2019, a população total da cidade era de 49 812 habitantes.